# متیل اکریلات
متیل اکریلات (به انگلیسی: Methyl acrylate) یک ترکیب شیمیایی با شناسه پاب‌کم ۷۲۹۴ است. شکل ظاهری این ترکیب، مایع بی‌رنگ است.